# Gregory Areshian

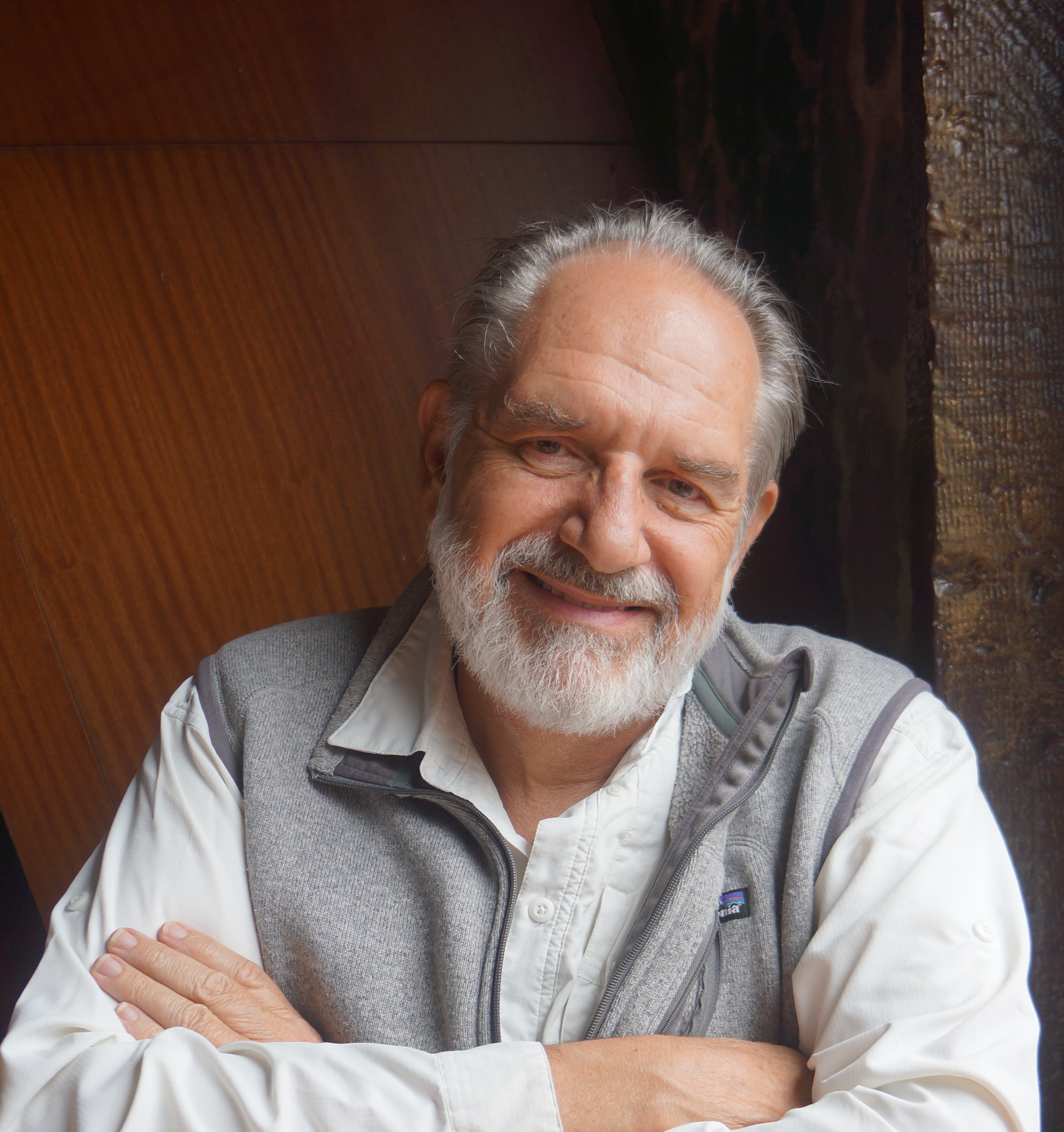
Gregory Areshian

Gregory Areshian (Jerevan, 13 mei 1949 – 2 augustus 2020) was een archeoloog van Armeens-Amerikaanse afkomst en hoogleraar geschiedenis aan de Amerikaanse Universiteit van Armenië in Jerevan.

## Loopbaan
Gregory Areshian studeerde van 1966 tot 1973 aan de Staatsuniversiteit van Jerevan. In 1975 doctoreerde hij aan de Staatsuniversiteit van Leningrad A.A. Zjdanov (de latere Staatsuniversiteit van Sint-Petersburg) met als promotor de Transkaukasië-specialist Boris Pjotrovski. Zijn proefschrift ging over ijzer in het oude West-Azië.
Hij had met Boris Gasparyan de leiding over de internationale ploeg archeologen die een 5500 jaar oude schoen en de oudste wijngaard in het Zuid-Armeense grottencomplex Areni-1 had gevonden. Door deze vondst ontstond voor het eerst een volledig beeld van de wijnproductie van 6100 jaar geleden.
Gregory Areshian doceerde aan 14 verschillende universiteiten en colleges in de Verenigde Staten onder andere: Universiteit van Californië - Los Angeles, Universiteit van Californië - Irvine, Universiteit van Chicago, Universiteit van Wisconsin - Platteville en Amherst College. Hij legde de nadruk op interdisciplinariteit tussen sociale en humane wetenschappen, met de focus op het Midden-Oosten en Armenië in een breed historisch kader.

## Feestbundel
In 2017 verscheen een geredigeerde bundel opstellen, geschreven ter gelegenheid van de 65e verjaardag van Gregory Areshian: Bridging Times and Spaces: Papers in Ancient Near Eastern, Mediterranean and Armenian Studies. De redacteurs waren Pavel Avetisyan, een voormalige student van Gregory Areshian, en Yervand Grekyan.